# Капнист, Мария Ростиславовна
Мари́я Ростисла́вовна Капни́ст, урождённая Мариэтта Ростиславовна Капни́ст-Серко́ (9 (22) марта 1913, Санкт-Петербург — 25 октября 1993, Киев) — советская киноактриса. Заслуженная артистка Украинской ССР (1988).

## Биография
Происходила из старинного дворянского рода. Родилась 22 марта 1913 года в Санкт-Петербурге в семье графа Ростислава Ростиславича Капниста-старшего (1875—1921), прямого потомка В. П. Капниста и Анастасии Дмитриевны Байдак (1882—1930), прапраправнучки атамана Ивана Серко. Мариэтта была пятым последним ребёнком в семье и второй дочерью — у неё были старшие сестра Елизавета (р. 1906) и братья Василий (р. 1907), Григорий (р. 1908) и Андрей (р. 1910). До семи лет Мариэтта жила в Петербурге в семейном особняке на Английской набережной. После Октябрьской революции семья переехала в Судак на Белый Юг, где  после захвата Крыма большевиками во время массовых убийств Ростислава в 1921 году расстреляли как «врангелевца». В тот же год скончалась Елизавета, в 1926 году умер Василий, а Андрей после убийства отца был вывезен в эмиграцию и его дальнейшая судьба осталась неизвестной. Вскоре их дом в Судаке был разрушен, и оставшимся в живых членам семьи пришлось скрываться. Крымские татары, чтившие память графа Капниста, помогли её матери и ей бежать из Судака в их национальной одежде.
В 16 лет Капнист попала в Ленинград, где год спустя была принята в Театральную студию Ю. М. Юрьева при ЛАТД имени А. С. Пушкина, а после её закрытия — в Ленинградский театральный институт имени А. Н. Островского. Педагоги обещали ей большое будущее, разрешали выходить в массовках на профессиональной сцене. Но уже в 1934 году по причине дворянского происхождения Капнист была исключена из института с запретом жить в Ленинграде. Окончила Киевский финансово-экономический техникум. Работала бухгалтером в Киеве, затем в Батуми.
27 августа 1941 года Капнист была арестована, 6 июня 1942 года приговорена Особым совещанием к 8 годам исправительно-трудовых лагерей по статье 58-1-а «шпионаж в пользу иностранных разведок во время войны». Первый срок отбывала в Карлаге в одном бараке с Анной Тимирёвой, с которой дружила до конца её жизни. Затем, до 1950 года в Степлаге, где работала вместе с Татьяной Окуневской. В 1949 году в тюремной больнице Степлага она родила дочь Радиславу от польского инженера Яна Волконского, который позже был расстрелян (Капнист назвала дочь в честь одной из героинь рассказа Максима Горького «Макар Чудра»). Освободившись, жила на поселении в Казачинском районе Красноярского края. Когда Радиславе было два года, её забрали у матери и поместили в Есауловский детдом в Красноярском крае. 11 октября 1951 года Капнист была арестована повторно, 26 декабря 1951 года Красноярским крайсудом по обвинению в антисоветской агитации приговорена к 10 годам заключения Под давлением суда призналась, что её имя не Мариэтта, а Мария, и далее была осуждена как Мария.
В заключении она познакомилась с Валентиной Ивановной Базавлук, которой предстояло выйти на свободу раньше, поэтому Капнист попросила её разыскать дочь. Базавлук сумела разыскать Радиславу и добилась её перевода в детдом в Харькове, где она сама жила. Затем она сумела пробиться на приём к Анастасу Микояну и в итоге добилась того, что в 1956 году Капнист была, наконец, освобождена (её срок должен был кончиться в 1963 году). В 1958 году она была полностью реабилитирована, и все приговоры в отношении неё были отменены «в связи с отсутствием состава преступления». Воссоединиться с дочерью у Капнист не получилось — она не могла забрать Радиславу из детдома, потому что не имела постоянной работы, а годы заключения сильно подорвали её здоровье. Сама Радислава не смогла признать мать в силу своего возраста, так как успела привязаться к Базавлук. В конечном итоге Базавлук удочерила Радиславу, но оставила ей прежнюю фамилию (когда Радиславу поместили в детдом, ей дали другую фамилию, но Базавлук, разыскав девочку, добилась того, чтобы ей вернули фамилию Капнист). Отношения матери и дочери стали налаживаться, только когда Радислава стала подростком.
После освобождения Капнист поселилась в Киеве, где работала массажистом и дворником. В 1958 году после ряда мытарств ей удалось получить роль игуменьи в фильме «Таврия» молодого режиссёра Юрия Лысенко. Успех этой дебютной работы обратил на неё внимание многих режиссёров киностудии имени Довженко, где Капнист в дальнейшем активно снималась. Получила известность своими характерными образами — графинь, дам, загадочных старух, ведьм, цыганок и чародеек.
В заключении из-за работы под землёй у Капнист развилась клаустрофобия, из-за чего она не пользовалась подземными переходами, что и стало причиной её гибели. В начале октября 1993 года Мария Капнист попала под колёса автомобиля, переходя одну из самых оживлённых автомагистралей Киева — Проспект Победы, у киностудии имени Довженко. Лечение травм осложнилось отёком лёгких. Умерла 25 октября 1993 года в Киевской Александровской (Октябрьской) больнице.
Похоронена на фамильном кладбище в селе Великая Обуховка Полтавской области. Из всех близких родственников Капнист до преклонных лет дожил только её брат Григорий, умерший в 1976 году в Ярославле.
В декабре 2007 года, при поддержке предводителя Харьковского дворянского собрания Алексея Иваницкого была создана общественная организация «Фонд памяти Капнистов», которую возглавила дочь актрисы Радислава. 13 сентября 2014 года в Киеве на доме № 13 на улице Василия Липковского к столетию со дня рождения торжественно открыта мемориальная доска актрисе.
15 ноября 2018 года Киевская городская Рада своим решением переименовала улицу Желябова в улицу Марии Капнист.

## Политические взгляды
Сочувственно отзывалась об идее восстановления русской монархии. В интервью 25 марта 1990 Мария Капнист прокомментировала вопрос о пытках в СССР, заданный ей в Париже, и высказалась по поводу собственных политических убеждений:

«Если бы я бы не любила Россию, может быть бы я болтнула, но я люблю Россию, она моя одна шестая часть света и я никогда её не оставлю. ❬…❭ Оставить Россию в таком неблагополучном состоянии, как сейчас, ❬…❭ слякоти ❬…❭ нет, никогда не оставлю».— Мария Капнист: интервью

## Фильмография
- 1956 — Одна ночь — эпизод
- 1959 — Таврия — игуменья
- 1959 — Иванна — монахиня (не указана в титрах)
- 1959 — Летающий корабль — волшебница (не указана в титрах)
- 1960 — Роман и Франческа
- 1960 — Вдали от Родины — мадам Дюваль
- 1961 — За двумя зайцами — дама в иллюзионе (не указана в титрах)
- 1961 — Дмитро Горицвит — мать Варчука
- 1962 — Мы, двое мужчин — пассажирка (старуха с гусем)
- 1963 — Рыбки захотелось
- 1963 — Серебряный тренер — служанка (не указана в титрах)
- 1964 — Ключи от неба — лаборантка
- 1964 — Лушка — модистка
- 1965 — Вниманию граждан и организаций — старуха у доски объявлений
- 1965 — Нет неизвестных солдат — бдительная гражданка (не указана в титрах)
- 1965 — Хочу верить — соседка (нет в титрах)
- 1967 — Война и мир — дама на балу (нет в титрах)
- 1967 — Большие хлопоты из-за маленького мальчика — Ева, помреж
- 1968 — Ошибка Оноре де Бальзака — кузина Бетти (нет в титрах)
- 1969 — Сыновья уходят в бой — жена деда Харитона
- 1970 — В тридевятом царстве… — пассажирка самолёта и фрейлина в оранжевом (не указана в титрах)
- 1970 — Олеся — Мануйлиха
- 1970 — Мир хижинам, война дворцам — монахиня
- 1970 — Узники Бомона — заключённая (не указана в титрах)
- 1971 — Где вы, рыцари? — Прасковья Ильинична, соседка Ковальчука и Голубчика
- 1972 — Пропавшая грамота — ведьма
- 1972 — Руслан и Людмила — Наина (в титрах — Мария Капнист-Серко)
- 1973 — Горя бояться — счастья не видать
- 1973 — Старая крепость — Раневская
- 1974 — Бронзовая птица — Софья Павловна, «графиня», экономка графа Карагаева
- 1975 — Любовь с первого взгляда — волшебница
- 1976 — Память земли — баба Орыся
- 1976 — Табор уходит в небо — Изергиль
- 1977 — Если ты уйдёшь… — тётя Марфа
- 1977 — Сапоги всмятку — актриса
- 1977 — Солдатки — Марина
- 1978 — Квартет Гварнери — графиня
- 1979 — Дикая охота короля Стаха — экономка
- 1979 — Циркачонок — бабушка
- 1979 — Цыган — старая цыганка
- 1980 — Копилка — клиентка Кокареля, графиня (нет в титрах)
- 1981 — Андрей и злой чародей — старуха
- 1981 ─ На Гранатовых островах ─ жена владельца отеля
- 1982 — Возвращение Баттерфляй — квартирная хозяйка
- 1982 — Улыбки Нечипоровки — Секлета
- 1983 — Комический любовник, или Любовные затеи сэра Джона Фальстафа — дама в вуали
- 1983 — Вечера на хуторе близ Диканьки — старуха на свадьбе
- 1984 — Володькина жизнь — учительница немецкого
- 1984 — Шанс — Милица Фёдоровна
- 1984 — Иванко и царь Поганин — сова Чиветта (в титрах — Марина Капнист)
- 1985 — Искушение Дон-Жуана
- 1986 — Полнолуние. Ноктюрн
- 1986 — Золотая цепь — гостья Эвереста Ганувера (нет в титрах)
- 1986 — Премьера в Сосновке — костюмер областного театра
- 1986 — Рядом с вами — дежурная в школе
- 1987 — Прощай, шпана замоскворецкая… — Баба Роза
- 1988 — История одной бильярдной команды — гадалка Аманда
- 1988 — Мужчина для молодой женщины — Надырова
- 1988 — Новые приключения янки при дворе короля Артура — Фатум / рыцарь / игуменья
- 1988 — Поляна сказок — стюардесса / регистратор брака / бабушка с ребёнком
- 1988 — Пуща — экономка
- 1989 — Искусство жить в Одессе — Маня
- 1989 — Этюды о Врубеле
- 1989 — Сероманец
- 1990 — Ведьма — ведьма
- 1990 — Два патрона на мамонта
- 1991 — Анна Карамазофф — бабушка Соня
- 1991 — Лох — победитель воды — мафиозо
- 1991 — Меченые — бабуля в обувной мастерской
- 1991 — Людоед — Екатерина Федоровна Жгутова, старая политкаторжанка
- 1991 — Экстрасенс
- 1992 — Белые одежды — сиделка у Тумановой
- 1992 — Сердца трёх — старая сеньора Солано
- 1993 — Шанс (короткометражный) — старуха
- 1994 — Тёмные воды — мать-настоятельница
- 1994 — Притча про светлицу